# Оленгуйське сільське поселення
Оленгу́йське сільське поселення (рос. Оленгуйское сельское поселение) — сільське поселення у складі Читинського району Забайкальського краю Росії.
Адміністративний центр — село Оленгуй.

## Населення
Населення сільського поселення становить 397 осіб (2019; 489 у 2010, 696 у 2002).

## Склад
До складу сільського поселення входять:
| Населений пункт | Населення, осіб (2002) | Населення, осіб (2010) |
| --------------- | ---------------------- | ---------------------- |
| Оленгуй, село   | 374                    | 271                    |
| Сипчегур, село  | 322                    | 218                    |